# Alopoglossus angulatus
Alopoglossus angulatus е вид влечуго от семейство Gymnophthalmidae. Видът е незастрашен от изчезване.

## Разпространение
Разпространен е в Боливия, Бразилия, Гвиана, Еквадор, Колумбия, Перу, Суринам и Френска Гвиана.